# Scutiger ningshanensis
Scutiger ningshanensis és una espècie d'amfibi que viu a la Xina.